# James Innell Packer
James Innell Packer (Twyning, 22 luglio 1926 – Vancouver, 17 luglio 2020) è stato un teologo canadese, di origine britannica. Il suo pensiero si colloca nella tradizione calvinista e della Low Church anglicana.
Fino al 2018 fu docente di teologia e componente del consiglio direttivo del Regent College dell'Università della Columbia Britannica, a Vancouver. Era considerato uno dei più influenti autori evangelicali del Nord America. In qualità di teologo, è stato componente emerito della Chiesa Anglicana del Nord America, a partire dalla sua formale fondazione nel 2009.

## Biografia
Nato a Gloucester, nel 1948 conseguì il Baccellierato al Corpus Christi College di Oxford, e successivamente, nel 1954, il Master of Arts e il Dottorato in Filosofia.

Ad Oxford assistette alle lezioni di C. S. Lewis, scrittore e teologo laico, che non conobbe personalmente, ma che esercitò una notevole influenza sulla sua opera. Nel corso di un incontro dell'Unione Intercollegiale Cristiana di Oxford, decise di dedicarsi al servizio della fede cristiana.
Per un breve periodo fu docente di teologia all'Oak Hill College di Londra, dopodiché nel 1949 entrò a far parte della Wycliffe Hall di Oxford, scuola teologica affiliata alla Chiesa d'Inghilterra ed una delle sei Permanent Private Hall dell'ateneo.
Nel 1952 fu ordinato diacono e, l'anno seguente, sacerdote della Chiesa Anglicana. Attivo nel movimento evangelicale di questa confessione cristiana, dal 1952 al 1954 fu assistente cappellano ad Harborne Heath, nelle vicinanze di Birmingham. Dal 1955 al 1961, lettore alla Tyndale Hall di Bristol. Dal 1961 al 1962 ricoprì il ruolo di bibliotecario della Latimer House, pensatoio di orientamento evangelicale fortmatosi all'Università di Oxford, del quale divenne il responsabile dal 1962 al 1969.

Dal 1971 al 1979 fu vicecapo del Trinity College di Bristol, nato dall'unione della Tyndale Hall con il Clifton College, e la Dalton House-St Michael College.
Nel 1979 fu assunto come docente di teologia al Regent College di Vancouver, e nel 1996 entrò a far parte del comitato direttivo. Autore di numerose opere e conferenze, contributore assiduo della rivista evangelicale Christianity Today, Packer divenne noto anzitutto per il libro Knowing God, formato da una serie di articoli pubblicati nell'Evangelical Magazine e nel 1973 raccolti in un unico volume, che nel 2006 è stato selezionato da Christianity Today fra i cinquanta libri più influenti nel panorama evangelicale.
Packer diresse la realizzazione della English Standard Version, edizione critica della Revised Standard Version, una delle traduzioni della Bibbia più diffuse nel mondo evangelico, pubblicata per la prima volta nel 1952 dall'organizzazione ecumenica National Council of Churches.
Era membro della Chiesa Anglicana di san Giovanni a Vancouver, che a febbraio 2018 decise di distaccarsi della Chiesa Anglicana del Canada, a seguito della decisione di alcune diocesi di autorizzare una forma di benedizione ecclesiale per le unioni fra fedeli del medesimo sesso. Restando nell'ambito della Comunione anglicana, la Chiesa di san Giovanni confluì nell'Anglican Network del Canada insieme ad altre 75 parrocchie distribuite in nove provincie ecclesiastiche. Il Network fu posto nella giurisdizione della Chiesa Anglicana del Sud America.
Nel mese di dicembre 2008, Packer fu nominato canonico onorario della Cattedrale di Sant'Andrea a Sydney, quale riconoscimento del suo pluriennale ministero e della sua attività di teologo biblico.
Teologo emerito della Chiesa Anglicana del Nord America (ACNA), a partire dal 2009, anno della sua fondazione, Packer collaborò al gruppo di lavoro di nove studiosi che nel 2013 propose l'adozione in via sperimentale di una nuova edizione del Libro delle preghiere comuni, e del libro To Be a Christian: An Anglican Catechism. L'8 gennaio 2014 il sinodo dei vescovi anglicani diede l'imprimatur a questa pubblicazione.
In occasione dell'assemblea dell'ACNA svoltasi il 27 giugno 2014, l'arcivescovo Robert Duncan insignì Packer della croce di san Cutberto, per il suo contributo all'anglicanesimo e all'intera Cristianità.

## Concezioni teologiche
Nel 1978 firmò la Dichiarazione di Chicago sull'inerranza biblica, in merito alla questione dell'ispirazione divina della Sacra Scrittura e della sua interpretazione autentica.
Nel 2008 pubblicò la recensione critica del libro Creazione o Evoluzione: Siamo obbligati a scegliere? (Creation or Evolution: Do We Have to Choose?) di Denis Alexander, biologo molecolare e direttore dell'Istituto Faraday per la Scienza e la Religione, centro di ricerca interdisciplinare avente sede all'Università di Cambridge.

Il libro, che sposò la tesi dell'evoluzionismo teista in un'ottica critica rispetto alla teoria del disegno intelligente, fu definito da Packer la più aggiornata, chiara ed efficace esposizione dell'argomento, "a partire dal titolo", fatto che rivelerebbe l'opinione di Packer su tale dibattuta tematica.
Quando era ancora studente, Packer ebbe modo di presenziare ogni domenica ai sermoni del medico e sacerdote protestante Martyn Lloyd-Jones, predicatore evangelico che si ispirò alla tradizione puritana introducendo quella che fu chiamata "preghiera sperimentale". Del suo stile, disse di non aver mai visto predicare in quel modo e che il messaggio arrivava "con la forza di uno shock elettrico, portando almeno uno dei presenti a un profondo senso di Dio". Nel 1970 fu fra gli autori del libro Growing Into Union: Proposals for Forming a United Church in England, la cui uscita in stampa portò ad interrompere i contatti con Lloyd-Jones.
Dagli anni 2000, aderì con rinnovato impegno al movimento ecumenico, asserendo più volte che l'ortodossia della dottrina protestante non poteva essere sacrificata in nome dell'unità delle confessioni cristiane. Packer intervenne nella pubblicazione Evangelicals and Catholics Together – ECT: Toward a Common Mission, curata da Charles Colson e da Richard J. Neuhaus.